# Megatherium
Megatherium är ett förhistoriskt släkte av jättesengångare. De levde i Sydamerika för 1 miljon till 30 000 år sedan. De var växtätare.
Megatherium var sex meter från nos till svanstipp och var klädd med päls. Under skinnet hade den små benknölar som bildade ett naturligt harnesk, ett möjligt skydd mot rovdjur. Megatherium hade också stora klor för att dra ner trädgrenar och försvara sig mot rovdjur.

## Mytologi
Bland Sydamerikas infödingsstammar finns det berättelser om illaluktande jättedjur, som vid analys av vad man berättat liknar just Megatherium. Man har också hittat bevarade pälsbitar av det okända djuret, som forskare identifierat som päls från Megatherium. Fotspår som liknar Megatherium har också hittats.  Flera fynd i södra Argentina syftar på att arten ska ha dött ut först för 400 år sedan.

## Megatherium i media
Megatherium är troligen ett av de mest kända utdöda jättedäggdjuren, och har förekommit i flera olika TV-program.
- År 2001 i Odjurens tid.
- Animal Planet i programmet Supernatural (svenska: Övernaturligt).